# Мікутіна Ольга Романівна
Ольга Романівна Микутіна (нар. 6 жовтня 2003 року) — австрійська фігуристка українського походження .
Станом на 25 жовтня 2021 займає 25-е місце в рейтингу Міжнародного союзу ковзанярів.

## Кар'єра
Ольга Мікутіна зайнялася фігурним катанням в 2007 році у віці чотирьох років в Харків. Вона почала свою кар'єру, виступаючи за Україну, і до 12 років вже була триразовою чемпіонкою України у своїй віковій категорії.
У 2016 році вона почала виступати за Австрію. На юніорському чемпіонаті Австрії 2018 року Ольга Мікутіна завоювала бронзову медаль.
Ольга Мікутіна дебютувала в юніорському Гран-прі ISU в серпні 2019 року. Вона посіла 13-е місце в загальному заліку. Брала участь у етапах Кубка світу серед юніорів.
На Чемпіонаті Австрії 2019 року в грудні Ольга Мікутіна виграла свій перший Юніорський національний титул і, таким чином, була включена до складу збірної Австрії на Чемпіонат світу серед юніорів 2019 року в Загребі, Хорватія. На березневому турнірі вона посіла двадцяте місце в короткій програмі і кваліфікувалася в довільній програмі, де посіла п'ятнадцяте місце, що підняло її на вісімнадцяте місце в загальному заліку.
У грудні 2019 вона виграла золото як на юніорському, так і на дорослому рівнях на чемпіонаті Австрії, ставши першою фігуристкою, яка одночасно завоювала австрійські національні юніорський і дорослий титули.
У січні 2020 року Ольга Мікутіна посіла четверте місце на EduSport Trophy в Бухаресті і відібралася на Чемпіонат Європи 2020 року, що проходив в австрійському Граці. На цьому турнірі вона посіла двадцять перше місце в короткій програмі, встановивши новий особистий рекорд в 53,19 бала. Після довільної вона фінішувала на двадцять четвертому місці в загальному заліку. Ольга Мікутіна завершила сезон на Кубку Егвірага в Угорщині, де завоювала золоту медаль на юніорському рівні. Вона була призначена брати участь у чемпіонаті світу в Монреалі, який повинен був стати її дебютом на дорослому чемпіонаті світу, але він був скасований в результаті пандемії коронавірусу.
Дебютувавши на чемпіонаті світу в 2021 році в Стокгольм Ольга показала 11-й результат у короткій програмі і 7-й — у довільній програмі, що дозволило Ользі стати восьмою в загальному заліку.